# Happy slapping
Happy slapping - som undertiden omtales som "voldsleg" på dansk - er en betegnelse for tilfælde af tilsyneladende umotiveret vold eller chikane mod en mere eller mindre tilfældig person, hvor handlingen bliver filmet med f.eks. en mobiltelefon for at blive opbevaret som trofæ og sendt rundt eller vist til morskab for andre.
Ofte bliver happy slapping udført af grupper på mindst to personer.
Fænomenet dukkede oprindeligt op i England i slutningen af 2004 og har siden spredt sig til resten af Europa og USA. Det har eksisteret i flere år, men  vakte især stor opmærksomhed og fik stor presseomtale i Danmark i februar/marts 2006. Efterhånden omfatter fænomenet både vold, men også drab og voldtægt.
Den psykologiske forklaring på fænomenet er, at hjernen som en computer indlejrer erfarings-software - både gode og dårlige erfaringer. Hos happy slapper'e har hjernen af barsk erfaring (f.eks. en opvækst præget af vold - enten hjemme eller i lokalmiljøet) lært, at der er to slags mennesker: de stærke og de svage - krænkerne og de krænkede. Krænkerne har derfor ikke medlidenhed med de krænkede, men prøver at bortforklare deres lidelser. Omvendt har krænkerne brug for at krænke andre - for det er på den måde, de undgår enhver følelse af svaghed. Det betyder, at fænomenet er selvforstærkende - mere vil have mere.
Løsningen er forebyggelse: at forhindre udvikling af krænkere ved en indsats i opvækstmiljøerne.